# The Ghost Breaker
The Ghost Breaker é um filme mudo estadunidense de 1922, do gênero comédia de terror, dirigido por Alfred E. Green. É considerado filme perdido.

## Elenco
- Wallace Reid
- Lila Lee
- Walter Hires
- Arthur Edmund Carewe